# Weka Group
Die Weka Group GmbH ist ein deutsches Medienunternehmen mit dem Schwerpunkt Fachinformationen und Fortbildung. Im Jahr 2020 wurde die Firmengruppe von der Beteiligungsgesellschaft Paragon Partners übernommen.

## Geschichte
1973 gründeten Werner und Karin Mützel den Weka Fachverlag für Verwaltung und Industrie in Kissing bei Augsburg. Die ersten Produkte waren werbefinanzierte Fachbücher, Formulare und Informationsschriften für Neubürger in Städten und Gemeinden. Seit 1976 werden auch Nachschlagewerke im Direktvertrieb und über den Buchhandel angeboten. Zwischen 1978 und 1997 wurden Tochterunternehmen in der Schweiz, Frankreich, Italien, Niederlande, Österreich, den USA, Belgien, Polen, Spanien, Ungarn gegründet. 1998 umfasste die Verlagsgruppe 36 Fachverlage und Softwarehäuser in 11 Ländern mit rund 3.000 Mitarbeitern und 400 Mio. € Umsatz. 1996 übernahm Weka mit der Magna Media Verlag AG die ausgelagerten Computerzeitschriften des Markt+Technik Verlag, u. a. mit den Zeitschriften Power Play und Video Games. 1998 erfolgte die Zusammenlegung der Magna Media mit dem DMV-Verlag zur Weka Zeitschriftengruppe. 1999 verkaufte Weka den Bereich Weka Consumer Medien an Future Publishing, betroffen hauptsächlich die Computerspielmagazine Power Play, Video Games, Das offizielle PlayStation Magazin und PC Player. 2001 scheiterte ein Verkauf der Weka-Zeitschriften-Gruppe an den Süddeutschen Verlag.
2001 wurde die Gruppe reorganisiert. Die Weka Media GmbH & Co. KG entstand 2001 durch die  Zusammenlegung der hauseigenen Baufachverlage, Management-Fachverlage, des Fachverlags für technische Führungskräfte und des Logistik-Centers. 2008 übernahm Weka Österreich die Springer Business Media Austria mit 17 „B2B“-Fachzeitschriften für verschiedene Branchen. Im gleichen Jahr verkaufte die Gruppe ihr ursprüngliches Stammgeschäft, den Geschäftsbereich Info/Kartographie, an mediaprint aus Paderborn; auch die letzte Druckerei wurde verkauft. 2012 übernahm Weka die 1992 gegründete Info-Techno Baudatenbank GmbH in Mondsee, die Produkt-Informationssysteme und Onlineplattformen im Bereich Baubetrieb. Weka löste 2013 die Redaktionen von PCgo, PC Magazin und Business&IT auf. Alle Inhalte werden von externen Dienstleistern bezogen. 2014 beschäftigte Weka in 19 Medienunternehmen an 15 Hauptstandorten in fünf europäischen Lândern rund 1.000 Mitarbeiter und erzielte einen Umsatz von 208 Mio. €. Im September 2014 übernahm Weka Media von der Haufe-Gruppe einige Fachmagazine und damit verbundene Online-Auftritte. 2016 war die Weka-Verlagsgruppe der achtgrößte deutschsprachige Fachverlag.
Der Firmengründer Werner Mützel starb im März 2018 im Alter von 77 Jahren. Im Jahr 2020 wurde die Firmengruppe vollständig von der Beteiligungsgesellschaft Paragon Partners übernommen. Der Franzis-Verlag gehört und der frechverlag gehörte, bis er im Januar 2021 von der Penguin Random House Verlagsgruppe übernommen wurde, zu der Division Weka Consumer Communication.

## Periodika der Weka-Verlagsgruppe (Auswahl)
- Coach Akademie Schweiz[13]
- connect
- PCgo
- PC Magazin
- Video
- Elektronik
- Markt&Technik
- Funkschau
- mikado (Holzbau)
- Computer & Automation
- LANline